# پورتال (فیلم)
«پورتال» (انگلیسی: The Portal (film)) یک فیلم است که در سال ۲۰۱۴ منتشر شد.